# 金培源
金培源爵士，CBE，KC（英語：Sir Joseph Horsford Kemp，1874年12月23日—1950年9月13日），英国殖民地官員，律师和法官， 1914年至1930年擔任律政司，1930年至1933年擔任香港首席按察司。

## 早期生活
金培源於1874年12月23日出生於德羅赫達，早年曾就讀都柏林高級學校 ，後負笈開普大學（今南非大學），之後在倫敦大學攻讀法學。
1898年，金培源参加東方官學生考试，在考试中名列前茅。同年他以官學生身份赴港。

## 殖民地生涯
金培源甫到港便協助當時的輔政司駱克進行新界土地登記。1900年，他被委任擔任香港土地法庭司法常務官。1902年，金培源任佔屋委員會秘書，同年通過最後一份廣東話考試。1904年，金培源獲委任潔淨局助理秘書，同年為警察裁判司，同年署任為香港高等法院司法常務官。 1907年，金培源被政府委託處理公司破產事宜。1909年，金培源正式成為香港高等法院司法常務官。1911年，他入讀林肯律師學院，取得律師資格。 1913年，金培源獲委任為香港高等法院陪席法官， 兩年後被任命為香港律政司。任內，他亦兼任定例局議員。
1918年，他被任命为御用大律師。
1930年，金培源接替亨利·高倫爵士為香港首席按察司。同時他亦以香港首席按察司的身份，擔任英國在華最高法院合議庭法官。

## 退休
1933年，金培源告老歸國。退休前夕，他獲香港大學授予榮譽法學博士學位。
金培源於1950年9月13日在薩頓（Sutton）的家中去世，終年75歲。